# 튠테이블 무브먼트
튠테이블 무브먼트(Tunetable Movement)는 대한민국의 음반사이다. 2005년에 설립되었다.

## 소속 아티스트
- 꿈에 카메라를 가져올걸
- 로로스
- 프렌지
- 9와 숫자들
- 그림자궁전
- 굴소년단
- 흐른
- 극초단파
- 데미안
- 검은잎들